# 우로시 스파이치
우로시 스파이치(세르비아어: Урош Спајић, Uroš Spajić, 1993년 2월 13일 ~ )는 세르비아의 축구 선수로 현재 세르비아 수페르리가의 FK 츠르베나 즈베즈다에서 활동 중이다.